# توماس ماكنزي
توماس ماكنزي (بالإنجليزية: Thomas Noble Mackenzie)‏ هو دبلوماسي وعالم رسم الخرائط ومستكشف وسياسي نيوزلندي، ولد في 10 مارس 1854 بميدلوثيان في المملكة المتحدة، وتوفي في 14 فبراير 1930 بدنيدن في نيوزيلندا. حزبياً، نشط في الحزب الليبيرالي النيوزيلندي. وقد انتخب سفير وانتخب رئيس وزراء نيوزيلندا عن دائرة جبل تاراناكي (28 مارس 1912 – 10 يوليو 1912) وانتخب عضو مجلس النواب نيوزيلندا.